# Regentenstraße 143–145 (Mönchengladbach)

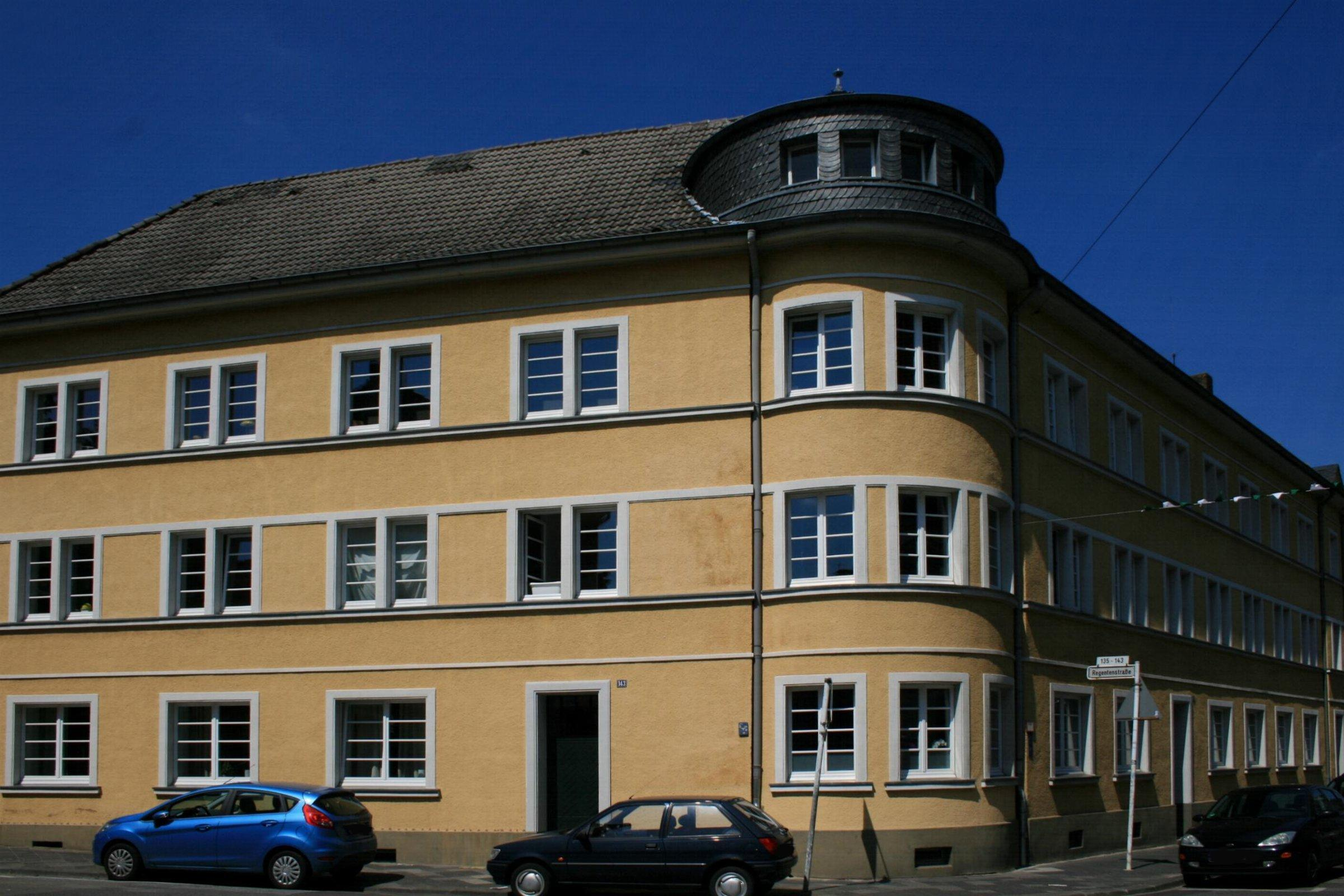
Wohnhaus (2010)

Das Wohnhaus Regentenstraße 143–145 steht im Stadtteil Eicken in Mönchengladbach (Nordrhein-Westfalen).
Das Gebäude wurde nach 1925 erbaut. Es wurde unter Nr. R 064 am 17. Mai  1989 in die Denkmalliste der Stadt Mönchengladbach eingetragen.

## Lage
Das Objekt liegt an der Nordseite der Regentenstraße in einem Ensemble stilistisch ähnlicher Häuser aus dem Jahre 1925 errichtet.

## Architektur
Es handelt sich um einen dreigeschossigen, traufenständigen,  zweiflügeligen  Eckbau, der in stumpfwinkliger Anlage an der Straßeneinmündung endet. Das Haus wurde von der Stadt Mönchengladbach als Mietwohnhaus erbaut.